# Podkonice
Podkonice és un poble i municipi d'Eslovàquia que es troba a la regió de Banská Bystrica.

## Història
La primera menció escrita de la vila es remunta al 1340. Els noms que ha rebut l'indret són ''Koknicze'' 1340, ''Podkonicze'' 1441, ''Potkonycz'' 1528, ''Potkonicz'' 1773, ''Podkonice'' 1920.

## Demografia
| Godina             | 1994 | 2004   | 2014   | 2024   |
| ------------------ | ---- | ------ | ------ | ------ |
| Nombre de persones | 875  | 873    | 883    | 903    |
| Diferència         |      | −0,22% | +1,14% | +2,26% |

| Godina             | 2023 | 2024   |
| ------------------ | ---- | ------ |
| Nombre de persones | 913  | 903    |
| Diferència         |      | −1,09% |